# ألياف معدنية

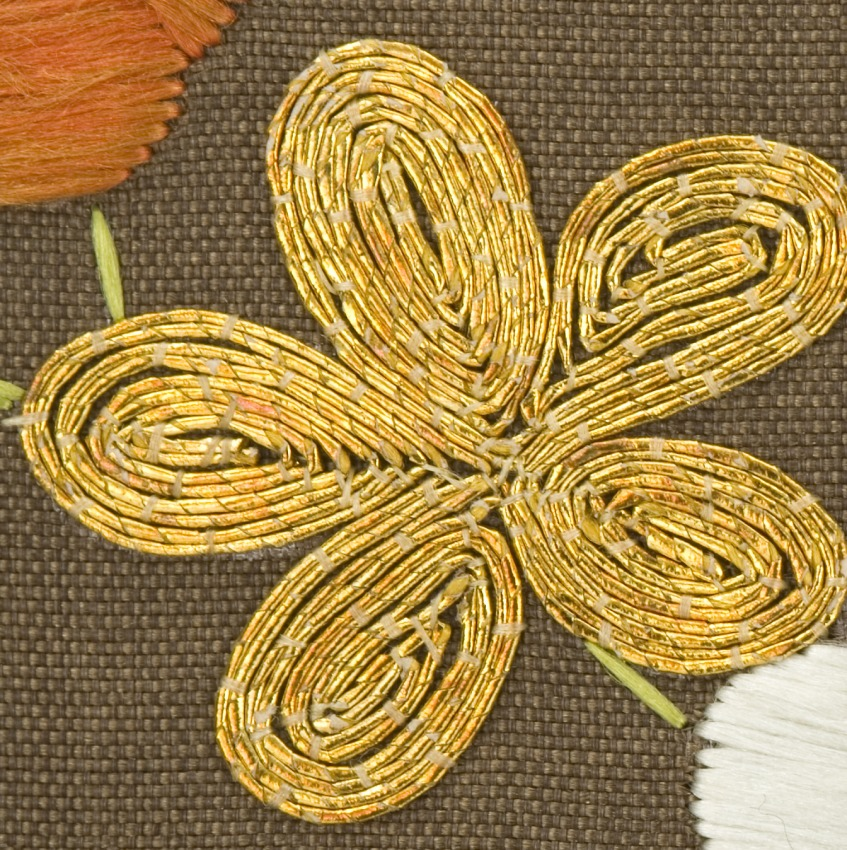

الألياف المعدنية (بالإنجليزية: Metallic fibers) تصنع من ألياف من البلاستيك المغلف بالمعدن. وفي عام 1946 أنتجت شركة دوبيكموم  أول ليف معدني حديث. حيث كان الألمونيوم في الماضي هو المكون الأساسي لليف المعدني. حديثاً؛ أصبح الحديد المقاوم للصدأ مكون أساسي لليف المعدني، والعمل به أكثر صعوبة ولكن خصائصه الإضافية جعلته يستخدم في التطبيقات التقنية المطورة.

## الاستعمالات
إن الاستعمال الأكثر شيوعاً للألياف المعدنية هو صناعة المنسوجات مثل القماش المطرز. وهناك العديد من أنسجة الملابس العصرية منسوجة من الألياف. الألياف المعدنية الأخرى تكون مستعملة في خطوط الاتصال مثل خطوط الهاتف، وخطوط التلفزيون السلكي.
والألياف المعدنية تستعمل أيضاً في صناعة السجاد. حيث تكون الألياف المعدنية موزعة في أنحاء السجادة ومغطاة بألياف آخر لذلك لا يمكن ملاحظتها. ويساعد حضور الألياف المعدنية علي التفريغ الكهربائي مما يقلل حدوث الشرارات الناتجة من الكهرباء الساكنة، ويستعمل هذا النوع من السجاد في أماكن استعمال الحواسيب حيث فرصة إنتاج الكهرباء الساكنة أكبر .
وهناك استعمالات أخرى للألياف المعدنية مثل: البدلات الواقية، وبدلات الفضاء، والقفازات المقاومة للقطع للعاملين قرب الآلات القاطعة.

## طريقة الإنتاج
هناك طريقتان أساسيتان في صناعة الألياف المعدنية. الطريقة الأكثر شيوعاً هي عملية الترقيق. حيث تختم طبقة من الألمونيوم بين طبقتين من ملح حمض الخل (بالإنجليزية: acetate) أو طبقتين من البولي استر، ثم تَقطع إلي أشرطة طولية للغزل، وتلف في بكرات. الألياف المعدنية يكمن أن تختم إلي غشاء نقي وتلون. هناك العديد من الاختلافات المتنوعة في اللون والتأثيرات اللذان يمكن أن يجعلا من الألياف المعدنية منتج ذو تشكيلة واسعة من الأنماط والموديلات.
والألياف المعدنية يمكن أن تصنع عن طريق عملية الصهر. وذلك عن طريق تسخين المعدن حتى التبخر ثم ترسيبه في ضغط عالي علي طبقة من البولستر. وينتج عن هذه العملية ألياف أكثر متانة ومرونة ونحافة وتكون الألياف مريحة أكثر.

## خواص الألياف المعدنية
لا تتأثر الألياف المعدنية بالماء المالح أو الماء المعالج بالكلور في حمامات السباحة إذا استعملا مواد لاصقة وشريط معدني مناسبين. والمواد المصنعة من ألياف معدنية يجب أن تنظف (قدر الإمكان) بواسطة الغسل الجاف (دراي كلين). وكوي الملابس المصنوعة من ألياف معدنية يمكن أن يسبب مشاكل للألياف المعدنية خاصة في درجات الحرارة العالية؛ حيث يؤدي إلي انصهار هذه الألياف.

## العلامات التجارية
تَصنع شركة لوريكس الألياف المعدنية في أوروبا لأكثر من 50 سنة. وينتجون أنواع مختلفة من الألياف بما في ذلك ألياف استعملت في نسيج الملابس، والتطريز، والحياكة، والملابس العسكرية الفخمة.
أما في الولايات المتحدة تصنع شركة ميلتون ألياف معدنية علي مدي ستون عاماً.